# Чемпионат Литвы по футболу 2020
Чемпиона́т А Ли́ги Литвы по футбо́лу 2020 го́да — 32-й розыгрыш чемпионата Литвы по футболу. 
Впервые в истории в розыгрыше стартовало 6 команд. Согласно регламенту должно быть сыграно 6 кругов. 
Первый тур был сыгран 6, 7 и 8 марта. В связи с пандемией коронавируса турнир был приостановлен.
30 мая решено возобновить чемпионат, сначала при пустых трибунах. Решено чемпионат сократить до 4 кругов.
Чемпионат должен был завершиться 31 октября, но у 19 человек, игроков и персонала, команды Судува был обнаружен коронавирус. Последний матч  Судувы с вильнюсским Жальгирисом пришлось отложить. Появилась информация, что он может быть сыгран даже весной следующего года. Но чемпионат был завершён 14 ноября. К этому времени был введен карантин и на стадионе не было зрителей. Нескольно болельщиков вильнюсского Жальгириса находились за забором стадиона.

## Лицензирование
Заявки на получение лицензии для участия в А Лиге подали 10 клубов. Среди них были все участники прошлого чемпионата, кроме Стумбраса, победитель I лиги Джюгас, второй призёр Банга и занявший 7-е место Хегельманн Литауэн.
4 декабря 2019 года было принято решение об исключении из А Лиги Атлантаса и Паланги.
5 декабря 2019 года появилась информация, что лицензию хочет получить Витис (3-е место в прошлом сезоне I лиги).
19 декабря 2019 года ЛФФ пополнил список желающих командами Витис и ДФК Дайнава (4-е место в прошлом сезоне I лиги).
13 декабря 2019 года Паланга и Хегельманн Литауэн отказались от притензий на лицензию А Лиги.
Первое заседание комитета состоялось 4 февраля 2020 года. На нём по вопросам лицензирования из 10 клубов, подавших заявки, 5 сразу прошли лицензирование, а 5 команд (Атлантас, Банга, Витис, Дайнава и Джюгас) получили 1 неделю на апелляцию. Атлантас и Витис не использовали это право.
Второе заседание состоялось 13 февраля. Лицензию получила Банга.

## Турнирная таблица
| М | Команда     | И  | В  | Н | П  | Мячи    | ±   | О  | Примечания                     |
| - | ----------- | -- | -- | - | -- | ------- | --- | -- | ------------------------------ |
|   | Жальгирис В | 20 | 14 | 3 | 3  | 42 − 14 | +28 | 45 | 1-й кв. раунд Лиги чемпионов   |
|   | Судува      | 20 | 13 | 4 | 3  | 32 − 18 | +14 | 43 | 1-й кв. раунд Лиги конференций |
|   | Жальгирис К | 20 | 12 | 2 | 6  | 30 − 18 | +12 | 38 | 1-й кв. раунд Лиги конференций |
| 4 | Банга       | 20 | 3  | 7 | 10 | 16 − 30 | −14 | 16 |                                |
| 5 | Паневежис   | 20 | 2  | 6 | 12 | 19 − 38 | −19 | 12 | 1-й кв. раунд Лиги конференций |
| 6 | Ритеряй     | 20 | 2  | 6 | 12 | 17 − 38 | −21 | 12 |                                |

И — игры, В — выигрыши, Н — ничьи, П — проигрыши, Мячи — забитые и пропущенные голы, ± — разница голов, О — очки

## Результаты матчей

### Первый и второй круг
| Команда     | БАН | ЖАЛ В | ЖАЛ К | ПАН | РИТ | СУД |
| ----------- | --- | ----- | ----- | --- | --- | --- |
| Банга       |     | 0:1   | 1:1   | 2:0 | 1:1 | 0:2 |
| Жальгирис В | 0:0 |       | 2:3   | 4:0 | 0:1 | 4:0 |
| Жальгирис К | 2:0 | 0:1   |       | 2:0 | 2:1 | 0:1 |
| Паневежис   | 2:1 | 1:2   | 0:2   |     | 2:1 | 1:3 |
| Ритеряй     | 0:1 | 0:7   | 0:3   | 1:1 |     | 1:3 |
| Судува      | 1:0 | 1:1   | 1:0   | 3:0 | 1:0 |     |

### Третий и четвёртый круг
| Команда     | БАН | ЖАЛ В | ЖАЛ К | ПАН | РИТ | СУД |
| ----------- | --- | ----- | ----- | --- | --- | --- |
| Банга       |     | 0:4   | 1:2   | 3:3 | 1:1 | 1:2 |
| Жальгирис В | 1:0 |       | 3:1   | 3:2 | 1:0 | 3:0 |
| Жальгирис К | 2:3 | 0:1   |       | 3:2 | 1:0 | 3:0 |
| Паневежис   | 1:1 | 1:2   | 0:1   |     | 1:1 | 1:1 |
| Ритеряй     | 4:0 | 2:2   | 0:1   | 1:1 |     | 1:2 |
| Судува      | 0:0 | 2:0   | 1:1   | 1:0 | 7:1 |     |

## Лучшие бомбардиры
| Голы | Игрок               | Клуб        |
| ---- | ------------------- | ----------- |
| 13   | Юго Видмон          | Жальгирис В |
| 11   | Йосип Тадич         | Судува      |
| 8    | Линас Пилибайтис    | Жальгирис К |
| 6    | Ливиу Антал         | Жальгирис В |
| 5    | Михрет Топчагич     | Судува      |
| 5    | Жорже Элиас         | Паневежис   |
| 4    | Семир Керла         | Судува      |
| 4    | Ричлорд Эннин       | Жальгирис В |
| 4    | Андрия Калуджерович | Жальгирис В |
| 4    | Валерий Шабала      | Судува      |
| 4    | Эмануэль Дейвид     | Жальгирис К |